# Vertrauensgrundsatz
Der Vertrauensgrundsatz ist ein Rechtsprinzip im Straßenverkehr. Es besagt bei unterschiedlicher konkreter Ausgestaltung, dass man sich grundsätzlich auf das richtige Verhalten der anderen Verkehrsteilnehmer verlassen kann. Während er etwa in Österreich in der Straßenverkehrsordnung normiert ist, stellt er in Deutschland eine Konstruktion der Rechtsprechung dar.

## Deutschland

### Straßenverkehr
In der Bundesrepublik Deutschland steht der Vertrauensgrundsatz im öffentlichen Straßenverkehr im Gegensatz zu § 1 Abs. 1 der Straßenverkehrsordnung (StVO):

„(1) Die Teilnahme am Straßenverkehr erfordert ständige Vorsicht und gegenseitige Rücksicht.“

Diese Regel findet im Vertrauensgrundsatz ihre Schranken. Denn ein Gebot, jedes mögliche verkehrswidrige fremde Verhalten zu berücksichtigen, würde den Verkehr lahmlegen. Daher hat die Rechtsprechung den Vertrauensgrundsatz geschaffen: Es ist nur mit solchen Fehlern zu rechnen, die erfahrungsgemäß bzw. in der vorliegenden Situation vorkommen können.
Die Grundlage für die geordnete und sichere Teilnahme am Straßenverkehr ist, dass der andere Verkehrsteilnehmer ebenfalls nach diesem Grundsatz handelt. Dieses vorausgesetzte gegenseitige Vertrauen ermöglicht erst die Flüssigkeit und Leichtigkeit des Verkehrs. Wäre es nicht selbstverständlich, bei Grün zu fahren und bei Rot zu stehen, müsste man in jeder Fahrsituation neu entscheiden, was passieren könnte und von welcher Seite nun die Gefahr kommen würde.
Der Vertrauensgrundsatz gilt nicht, wenn der andere einen erkennbaren Fehler begeht, wenn erfahrungsgemäß mit Fehlern zu rechnen ist, sowie gegenüber Kindern, Behinderten, älteren Leuten und anderen Schutzbedürftigen.

### Gemeingebrauch
Der Vertrauensgrundsatz gilt ferner nur im Rahmen des Gemeingebrauches. Jede Art von Sondernutzung, auch wenn sie erlaubt ist, verpflichtet zu besonderen Vorkehrungen, d. h. der Vertrauensgrundsatz gegenüber anderen gilt hier nicht. Beispiel: Eine Baufirma, die auf der Straße einen Graben aushebt, muss, auch wenn die Verkehrsbehörde die Baustelle erlaubt hat, für Beschilderung und Absperrung sorgen, so dass kein Fußgänger in den Graben fallen kann. Die Baufirma kann nicht darauf vertrauen, dass der Graben ja schwer zu übersehen ist.

## Österreich
„(1) Die Teilnahme am Straßenverkehr erfordert ständige Vorsicht und gegenseitige Rücksichtnahme; dessen ungeachtet darf jeder Straßenbenützer vertrauen, dass andere Personen die für die Benützung der Straße maßgeblichen Rechtsvorschriften befolgen, außer er müsste annehmen, dass es sich um Kinder, Menschen mit Sehbehinderung mit weißem Stock oder gelber Armbinde, Menschen mit offensichtlicher körperlicher Beeinträchtigung oder um Personen handelt, aus deren augenfälligem Gehabe geschlossen werden muss, dass sie unfähig sind, die Gefahren des Straßenverkehrs einzusehen oder sich dieser Einsicht gemäß zu verhalten.
(2) Der Lenker eines Fahrzeuges hat sich gegenüber Personen, gegenüber denen der Vertrauensgrundsatz gemäß Abs. 1 nicht gilt, insbesondere durch Verminderung der Fahrgeschwindigkeit und durch Bremsbereitschaft so zu verhalten, daß eine Gefährdung dieser Personen ausgeschlossen ist.“

Der zweite Absatz wurde mit 1. Oktober 1994 angefügt, die generelle Ausnahme für Menschen mit Hörbehinderung mit 1. Juli 2005 beseitigt. Die Zielbestimmung „Die Teilnahme am Straßenverkehr erfordert ständige Vorsicht und gegenseitige Rücksichtnahme“ trat mit 31. Mai 2011 in Kraft.

## Schweiz
Einen eigentlichen Vertrauensgrundsatz wie in Deutschland kennt die Schweiz nicht. Der Artikel 26 des Strassenverkehrsgesetzes (SVG) formuliert allerdings die sogenannte Grundregel und lautet:

„(1) Jedermann muss sich im Verkehr so verhalten, dass er andere in der ordnungsgemässen Benützung der Strasse weder behindert noch gefährdet.
(2) Besondere Vorsicht ist geboten gegenüber Kindern, Gebrechlichen und alten Leuten, ebenso wenn Anzeichen dafür bestehen, dass sich ein Strassenbenützer nicht richtig verhalten wird.“